# Euchalcia satiata
Euchalcia satiata är en fjärilsart som beskrevs av Franz Dannehl 1926. Euchalcia satiata ingår i släktet Euchalcia och familjen nattflyn. Inga underarter finns listade i Catalogue of Life.